# 福岡県立中間高等学校
福岡県立中間高等学校（ふくおかけんりつ なかまこうとうがっこう, Fukuoka Prefectural Nakama High School）は、福岡県中間市朝霧五丁目にある公立高等学校。

## 概要
歴史
1983年（昭和58年）に開校。2012年（平成24年）に創立30周年を迎えた。
学区
福岡県第三学区 - 北九州市若松区・八幡東区・八幡西区、遠賀郡全域、中間市
設置課程・学科
全日制課程 普通科
校訓
「向学・忍耐・敬愛」
校歌
作詞は3番まであり、1番に校名の「中間」が登場する。

## 沿革
- 1982年（昭和57年）11月1日 - 福岡県第四学区新設高等学校の設立準備室を福岡県立東筑高等学校に設置。
- 1983年（昭和58年）
  - 1月1日 - 「福岡県立中間高等学校」（現校名）が設立される。全日制課程普通科を設置し、定員を270名とする。
  - 1月16日 - 校歌の作詞が完成。（作詞者は元・福岡女子大学学長で文学博士の倉野憲司）
  - 4月4日 - 設立準備室を福岡県立東筑高等学校より福岡県立中間高等学校本校舎に移転。
  - 4月6日 - 開校式および第一回入学式を挙行。270名が入学。学級数は6。
  - 7月20日 - 学校新聞題目が生徒からの公募で「朝霧」に決定し、中間高校新聞「朝霧」が創刊。
- 1984年（昭和59年）
  - 6月18日 - 図書館が開館。
  - 10月26日 - 第1回皿倉山全校清掃登山を実施。
  - 11月1日 - この日を創立記念日に制定。
- 1985年（昭和60年）2月3日 - 第1回スキー修学旅行を実施。目的地は新潟県赤倉温泉妙高高原スキー場。
- 1986年（昭和61年）
  - 3月1日 - 第1回卒業式を挙行。卒業記念碑「校訓碑」生徒通用門横庭園内に建立。
  - 3月31日 - 自転車置き場が完成。
- 1987年（昭和62年）
  - 2月28日 - 正門と食堂が完成。パーソナルコンピュータネットワークシステムを導入。
  - 4月7日 - 食堂を開業。
- 1990年（平成2年）3月3日 - プールが完成。
- 1991年（平成3年）11月2日 - 同窓会が発足。
- 1992年（平成4年）3月7日 - 応援歌を制定。
- 1995年（平成7年）2月28日 - 体育館棟1階に多目的アリーナが完成。

## 部活動
運動部
- 陸上部
- バスケットボール部
- バレーボール部
- テニス部
- 野球部
- 卓球部
- 剣道部
- サッカー部
- 柔道部
- ラグビー部
- 水泳部
- バドミントン部
- 総合部

文化部
- 書道部
- 茶道部
- 華道部
- 放送部
- 美術部
- 吹奏楽部
- パソコン部
- 演劇部
- 軽音楽部
- ダンス部

## 交通アクセス
最寄りの鉄道駅
- 筑豊電気鉄道 「通谷駅」より徒歩15分
- JR九州筑豊本線 「中間駅」より自転車20分

最寄りバス停
- 西鉄バス 61・67番「中間高校下」バス停より徒歩3分
- 西鉄バス 40・57・75・76・77番「中間高校南口」バス停より徒歩10分

## 著名な出身者
- 吉高寿男（脚本家、劇作家）
- 石原ヨシオカ（お笑い芸人）
- 桜井誠 (活動家)　日本第一党元党首、在日特権を許さない市民の会元代表